# André Moisan
 (juillet 2008).
Si vous disposez d'ouvrages ou d'articles de référence ou si vous connaissez des sites web de qualité traitant du thème abordé ici, merci de compléter l'article en donnant les références utiles à sa vérifiabilité et en les liant à la section « Notes et références ».
André Moisan, né le 30 avril 1960, est un saxophoniste, clarinettiste et chef d'orchestre québécois.

## Biographie
André Moisan commence l'étude de la clarinette avec son père, Gilles Moisan, clarinettiste à l'Orchestre symphonique de Montréal de 1952 à 1998, bien qu'ayant commencé à son insu. Il s'est perfectionné plus tard avec Victor Sawa, Robert Crowley, également soliste à l'Orchestre symphonique de Montréal, à Chicago avec Larry Combs, soliste de l'Orchestre symphonique de Chicago et, finalement, à Berlin avec Karl Leister.
En 1977, il fait son premier concert avec l'Orchestre symphonique de Montréal en tant que saxophoniste ténor pour la pièce Lieutenant Kijé de Sergueï Prokofiev. Ses nombreux concerts à l'étranger, notamment à Carnegie Hall, à l'Orchestre royal du Concertgebouw et à Radio Berlin, lui ont valu de se classer parmi les interprètes de premier plan, grâce à sa maîtrise de l'instrument, sa grande musicalité et la clarté de son jeu. Il a eu l'occasion de jouer sous la direction de chefs réputés, principalement avec l'Orchestre symphonique de Montréal. Il y faisait d'ailleurs ses débuts à l'âge de 17 ans, sous la direction d'Andrew Davis et, en 1997, comme soliste sous la baguette de Charles Dutoit. Il y occupe le pupitre de saxophone solo et clarinette basse depuis mai 1999. Lors d'une tournée de l'Orchestre symphonique de Montréal dans le Nord-du-Québec, il accompagne Kent Nagano comme saxophoniste improvisateur alors que celui-ci raconte aux enfants inuits des contes japonais.
Outre le concert et le récital, André Moisan s'intéresse à la direction d'orchestre. Cofondateur des Vents de Montréal avec Bruce Bower, il a aussi fondé un des rares chœurs de clarinettes au pays, le Chœur de clarinettes de l'université de Montréal.
Animateur et pédagogue accompli, il dirige l'Orchestre symphonique de Montréal depuis 1988 pour la série des Matinées Jeunesse ainsi que la série Jeux d'enfants. On le retrouve régulièrement au pupitre de différents ensembles au Canada et à l'étranger.
André Moisan enseigne actuellement à l'université de Montréal. M. Moisan a aussi été professeur de clarinette, soliste et répétiteur à plusieurs reprises pour l'Orchestre mondial des Jeunesses musicales du Canada et au Festival international de Sapporo, au Japon, dirigé par Charles Dutoit.

## Discographie
- 1996 : Impressions de France (ATMA)
- 1997 : Beethoven • Symphonie no 7, Septuor op.20
- 1999 : Alla Gitana (ATMA)
- 2001 : Adolphe Blanc (ATMA)
- 2004 : Le Pâtre sur le rocher (ATMA)
- 2005 : Brahms - Jenner • Sonates pour clarinette (ATMA)
- 2007 : Phantasiestücke (ATMA)
- 2008 : Naturally Beethoven
- 2008 : Naturally Schubert
- 2011 : After you, Mr. Gershwin (ATMA)